# 佐洛特波蒂克

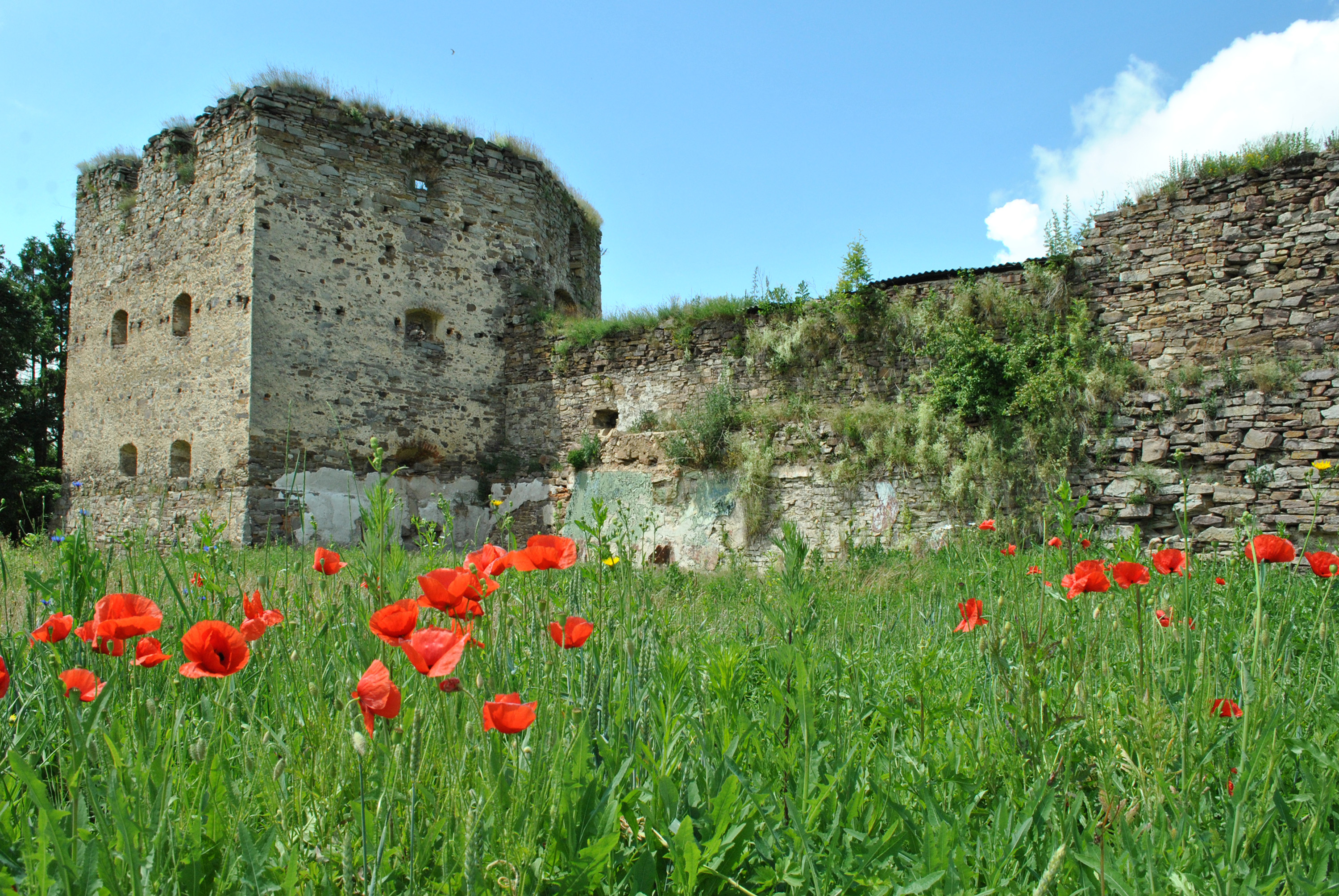
城堡

佐洛特波蒂克（羅馬化：Zolotyi Potik）是烏克蘭西部捷爾諾波爾州喬爾特基夫區佐洛特波蒂克市镇内的鎮及為該市鎮的行政中心。距離布恰奇24公里，面積19.7平方公里，2001年人口2,395、2012年人口2,473，人口密度每平方公里125.53人。